# کیلوگ
کیلوگ (به انگلیسی: Kellogg) شرکت صنایع غذایی آمریکایی چندملیتی است، که در زمینه تولید و پخش غلات صبحانه، برگه ذرت، غذاهای گیاهی، وافل، تردک، کلوچه و چیپس فعالیت می‌نماید.
شرکت کیلوگ در سال ۱۹۰۶ توسط ویل کیت کیلوگ تأسیس شد و در حال حاضر محصولات خود را در ۱۸۰ کشور جهان عرضه می‌دارد. این شرکت مالک برندهای فراوانی است، که از شناخته شده‌ترین آن‌ها می‌توان به: کورن فلکس، پرینگلز، پاپ-تارز و فروستد فلکس اشاره کرد.
دفتر مرکزی این شرکت در شهر بتل کریک، میشیگان، ایالات متحده آمریکا قرار دارد و بخشی از سهام آن در بازار بورس نیویورک معامله می‌شود و جزئی از شاخص اس اند پی ۵۰۰ به‌شمار می‌آید.